# رينولدز (جورجيا)
رينولدز (بالإنجليزية: Reynolds, Georgia)‏ هي بلدة تقع في مقاطعة تايلور، جورجيا بولاية جورجيا في الولايات المتحدة. تبلغ مساحتها 3.4 (كم²)، وترتفع عن سطح البحر 134 م، بلغ عدد سكانها 1036 نسمة في عام 2000 حسب إحصاء مكتب تعداد الولايات المتحدة وتصل الكثافة السكانية فيها 304.7 نسمة/كم2.

## وصلات خارجية
- The US50 - Cities and Towns in Georgia State
- Georgia Cities and Towns, Facts, Map, Flag, Colleges, Government, and More